# Léonard II Limosin
Léonard II Limosin est un peintre émailleur français des XVIe et XVIIe siècles, né vers 1550 à Limoges et mort vers 1625.

## Biographie
Fils de Martin Limosin, Léonard II Limosin est probablement l'élève et l'aide de Léonard I, son oncle, dont il conserve l'atelier avec son neveu François II Limosin. Il a une sœur mariée à François Limousin, membre d'une autre branche de cette famille. Il occupe semble-t-il, le rôle de son père, lorsque celui-ci disparaît. On sait qu'il exécute entre 1576 et 1580 plusieurs peintures pour les registres et les panonceaux de la Confrérie du Saint-Sacrement.

À cette époque, l'atelier Limosin, victime de la concurrence, semble éloigné de la prospérité, puisque les deux associés, vers 1570, sont poursuivis pour le paiement d'une rente et qu'une de leurs maisons est hypothéquée à cet effet. Les œuvres authentiques de Léonard II limosin sont rares. Il les signe tantôt L. Limosin, tantôt L.L.

Il subit sans conteste, l'influence des Decourt. Le Musée de Limoges possède de lui une pièce émaillée représentant Saint Martial, prié par les notabilités de la Ville.